# Lebesby
Gmina Lebesby (norw. Lebesby kommune) – norweska gmina leżąca w okręgu Finnmark. Jej siedzibą jest miasto Kjøllefjord. Inne miejscowości w gminie to m.in. Ifjord, Kunes, Lebesby i Veidnes.
Lebesby jest 8. norweską gminą pod względem powierzchni, zajmując 3 459,42 km².

## Demografia
Według danych z roku 2021 gminę zamieszkuje 1271 osób. Gęstość zaludnienia wynosi 0,36 os./km². Pod względem liczby ludności Lebesby zajmuje 313. miejsce wśród norweskich gmin.
| ludność stan na 1 stycznia 2021 |         |           |       |
|                                 | kobiety | mężczyźni | razem |
| osób                            | 565     | 706       | 1271  |
| %                               | 44,5%   | 55,5%     | 100%  |

| wykształcenie (wśród osób powyżej 16. roku życia) stan na rok 2020 |        |         |        |        |
|                                                                    | podst. | średnie | wyższe | niezn. |
| osób                                                               | 419    | 434     | 239    | 10     |
| %                                                                  | 38,4%  | 39,8%   | 21,9%  | 0,9%   |

## Edukacja
Według danych z 1 października 2004:
- liczba szkół podstawowych (norw. grunnskolar): 5
- liczba uczniów szkół podst.: 180

## Władze gminy
Według danych na rok 2011 administratorem gminy (norw. rådmann) jest Gunn Heidi Wallenius, natomiast burmistrzem (norw. ordfører, d. borgermester) jest Harald Larssen.